# Javier Chirinos Lloveras
Javier Chirinos Lloveras (Perú, 19 de septiembre de 1987) es un exfutbolista peruano. Jugaba como defensa.

## Clubes
| Club                     | País | Año       |
| ------------------------ | ---- | --------- |
| América Cochahuayco      | Perú | 2008-2009 |
| Universidad San Marcos   | Perú | 2010      |
| U América                | Perú | 2011      |
| Coronel Bolognesi        | Perú | 2012      |
| San Lorenzo de Porococha | Perú | 2013      |